# Arctia albobasalis
Arctia albobasalis là một loài bướm đêm thuộc phân họ Arctiinae, họ Erebidae.